# 拉托雷公爵

拉托雷公國紋章

拉托雷公國（西班牙語：Ducado de la Torre）是西班牙一個世襲公爵頭銜，擁有西班牙元勳頭銜，於1862年11月由西班牙女王伊莎贝拉二世授予弗朗西斯科·塞拉諾。

## 公爵列表
| 1 | 弗朗西斯科·塞拉諾，第一代拉托雷公爵             | 1810年－1885年 |
| 2 | 弗朗西斯科·塞拉諾，第二代拉托雷公爵             | 1885年－1942年 |
| 3 | 卡洛斯·馬丁尼茲·德·坎波斯，第三代拉托雷公爵     | 1942年－1975年 |
| 4 | 列奧波爾多·馬丁尼茲·德·坎波斯，第四代拉托雷公爵 | 1975年－2010年 |
| 5 | 卡洛斯·馬丁尼茲·德·坎波斯，第五代拉托雷公爵     | 2010年－       |

拉托雷公爵的法定繼承人是唐娜·卡洛斯·馬丁尼茲·德·坎波斯，卡洛斯·莫羅尼女伯爵。

## 延伸閱讀
- Geneall.net List of Dukes of la Torre （页面存档备份，存于）
- Elenco de Grandezas y Títulos Nobiliarios Españoles, Hidalguía Editions, 2008